# Норвегія на зимових Олімпійських іграх 2022
Норвегія на зимових Олімпійських іграх 2022 року була представлена вісімдесяти чотирма спортсменами у дев'яти видах спорту.

## Перед іграми
Ще задовго до того, як США та їхні союзники (Канада, Австралія, Велика Британія) оголосили про дипломатичний бойкот зимових Олімпійських ігор 2022 року в Китаї, Норвегія однією з перших публічно заговорила про такий крок. Однак, якщо вказані вище країни назвала причиною бойкоту порушення прав людини в Китаї, вказуючи на «геноцид й нехтуванні правами уйгурського народу та інших етнічних і релігійних меншин», то Норвегія збиралася таким чином протестувати проти Міжнародного олімпійського комітету (МОК). З такою заявою влітку 2021 року виступив політик та член Центристської партії Норвегії Пер Олаф Лундтейген, який наголосив на необхідності заборони збірній Норвегії брати участь в Олімпійських іграх 2022 року в знак необхідності реформування МОК. Під час публічного виступу він зазначив, що «думаю ми повинні розглянути можливість бойкоту зимових Олімпійських ігор, щоб позбутися тиранії, яка властива наразі Міжнародному олімпійському комітетові. Ми повинні просто взяти на себе відповідальність, щоб зупинити тиранію. Це щось не з нашої епохи». Причиною для таких заяв стало розчарування вимогами МОК до потенційних міст-організаторів.
На початку грудня 2021 року державний секретар міністерства закордонних справ Норвегії Генрік Туне оголосив офіційну позицію уряду країни. Згідно з нею, норвезькі дипломати та спортсмени планують вирушити на зимові Олімпійські ігри в Пекіні. Дотримуючись запобіжних заходів щодо COVID-19 члени норвезького уряду планують бути присутніми як на Олімпіаді, так і на Паралімпійських іграх. Після тривалих міркувань уряд Норвегії загалом не вважає бойкот ефективним засобом сприяння мирному розвитку, правам людини та взаєморозумінню між країнами.

## Склад збірної
Збірна Норвегії налічував 30 жінок та 54 чоловіків. Прапороносцями на відкритті ігор були — К'єтіль Янсруд та Крістін Скаслієн.

## Результати
5 січня 2022 року в місті Емерівілль, Каліфорнія рівно за 30 днів до церемонії відкриття Зимових Олімпійських ігор компанія Nielsen Gracenote опублікувала свій останній прогноз віртуальної таблиці медалей (VMT). Враховуючи найактуальніші результати ключових змагань після зимових ігор 2018 року, Gracenote прогнозує кількість золотих, срібних і бронзових медалей для країн-учасниць XXIV зимових Олімпійських ігор. Очікується, що Норвегія очолить медальний залік другий раз поспіль. Збірній прогнозується 44 медалі й цей результат перевершив би їхній попередній олімпійський рекорд — 39, встановлений на зимових Олімпійських іграх 2018 року. Норвезька результативність за прогнозом буде залежати від виступів: Александера Омодта Кільде (гірські лижі); Йоганнеса Бо, Стурла Гольм Легрейда, Марте Ольсбу-Рейселанна, Тіріль Екгоффа (біатлон); Йоганнеса Гесфлот Клебо, Терези Йогауг (лижні перегони); Ярла Магнуса Рібера (лижне двоборство); Маріуса Ліндвіка (стрибки з трампліну); Маркуса Клевленда (сноуборд).

## Медалісти
| Місце | Спортсмен | Змагання                                                          | Дата       | Суперники |        |
| ----- | --- | ----------------------------------------------------------------- | ---------- | --- | ------ |
| 1     | Терезе Йогауг | Лижні перегони — 15 км скіатлон (жінки)                           | 05.02.2022 | Наталія Непряєва (44:43.9, 2е місце) Тереза Штадлобер (44:44.2, 3е місце) | [ 8 ]  |
| 1     | Марте Ольсбу-Рейселанн Тіріль Екгофф Тар'єй Бо Йоганнес Бо                                                            | Біатлон — естафета (змішана)                                      | 05.02.2022 | Анаїс Шевальє (1:06:46.5, 2е місце) Жулья Сімон Емільєн Жаклен Кентен Фійон-Має Уляна Кайшева (1:06:47.1, 3е місце) Христина Рєзцова Олександр Логінов Едуард Латипов                       | [ 9 ]  |
| 1     | Йоганнес Гесфлот Клебо                                                                                                | Лижні перегони — спринт (чоловіки)                                | 08.02.2022 | Федеріко Пеллегріно (2:58.32, 2е місце) Олександр Терентьєв (2:59.37, 3е місце) | [ 10 ] |
| 1     | Бірк Рууд | Фристайл — біг-ейр (чоловіки)                                     | 09.02.2022 | Колбі Стівенсон (183.00, 2е місце) Генрік Гарлот (181.00, 3е місце) | [ 11 ] |
| 1     | Терезе Йогауг | Лижні перегони — 10 км класичним стилем (жінки)                   | 10.02.2022 | Кертту Нісканен (28:06.7, 2е місце) Кріста Пярмякоскі (28:37.8, 3е місце) | [ 12 ] |
| 1     | Марте Ольсбу-Рейселанн                                                                                                | Біатлон — спринт (жінки)                                          | 11.02.2022 | Ельвіра Карін Еберг (21:15.2, 2е місце) Доротея Вірер (21:21.5, 3е місце) | [ 13 ] |
| 1     | Йоганнес Бо | Біатлон — спринт (чоловіки)                                       | 12.02.2022 | Кентен Фійон-Має (24:25.9, 2е місце) Тар'єй Бо (24:39.3, 3е місце) | [ 14 ] |
| 1     | Маріус Ліндвік | Стрибки з трампліна — великий трамплін (чоловіки)                 | 12.02.2022 | Рьою Кобаясі (131.6, 2е місце) Карл Гайгер (128.3, 3е місце) | [ 15 ] |
| 1     | Марте Ольсбу-Рейселанн                                                                                                | Біатлон — гонка переслідування (жінки)                            | 13.02.2022 | Ельвіра Карін Еберг (36:23.4, 2е місце) Тіріль Екгофф (36:35.6, 3е місце) | [ 16 ] |
| 1     | Стурла Гольм Легрейд Тар'єй Бо Йоганнес Бо Ветле Шостад Крістіансен                                                   | Біатлон — естафета (чоловіки)                                     | 15.02.2022 | Фаб'єн Клод (1:20:17.6, 2е місце) Емільєн Жаклен Сімон Детьє Кентен Фійон-Має Халілі Саїд Карімулла (1:20:35.5, 3е місце) Олександр Логінов Максим Цвєтков Едуард Латипов                   | [ 17 ] |
| 1     | Галлґейр Енґебротен Педер Конґшеуґ Сверре Лунде Педерсен                                                              | Ковзанярський спорт — командні перегони переслідування (чоловіки) | 15.02.2022 | Данило Алдошкін (3:40.46, 2е місце) Сергій Трофімов Руслан Захаров Ітен Сеп'юран (3:38.81, 3е місце) Кейсі Доусон Емері Леман Джой Мантія                                                   | [ 18 ] |
| 1     | Єрген Гробак | Лижне двоборство — індивідуальний великий трамплін/10 км          | 15.02.2022 | Єнс Лурос Офтебру (27:13.7, 2е місце) Ватабе Акіто (27:13.9, 3е місце) | [ 19 ] |
| 1     | Ерік Вальнес Йоганнес Гесфлот Клебо                                                                                   | Лижні перегони — командний спринт (чоловіки)                      | 16.02.2022 | Ійво Нісканен (19:25.45, 2е місце) Йоні Мякі Олександр Большунов (19:27.28, 3е місце) Олександр Терентьєв                                                                                   | [ 20 ] |
| 1     | Єрген Гробак Єнс Лурос Офтебру Еспен Б'єрнстад Еспен Андерсен                                                         | Лижне двоборство — командний великий трамплін/4×5 км              | 17.02.2022 | Мануель Файст (51:29.0, 2е місце) Ерік Френцель Фінценц Гайгер Юліан Шмід Ватабе Акіто (51:40.3, 3е місце) Йосіто Ватабе Хідеакі Наґаї Рьота Ямамото                                        | [ 21 ] |
| 1     | Йоганнес Бо | Біатлон — масстарт (чоловіки)                                     | 18.02.2022 | Мартін Понсілуома (38:54.7, 2е місце) Ветле Шостад Крістіансен (39:26.9, 3е місце) | [ 22 ] |
| 1     | Терезе Йогауг | Лижні перегони — 30 км вільним стилем (жінки)                     | 20.02.2022 | Джессіка Діггінс (1:26:37.3, 2е місце) Кертту Нісканен (1:27:27.3, 3е місце) | [ 23 ] |
| 2     | Крістін Скаслієн Магнус Недреготтен                                                                                   | Керлінг — змішані пари                                            | 08.02.2022 | Стефанія Константіні (8, 1е місце) Амос Мозанер Альміда де Валь (9, 3е місце) Оскар Ерікссон                                                                                                | [ 24 ] |
| 2     | Єрген Гробак | Лижне двоборство — індивідуальний нормальний трамплін/10 км       | 09.02.2022 | Фінценц Гайгер (25:07.7, 1е місце) Лукас Грайдерер (25:14.3, 3е місце) | [ 25 ] |
| 2     | Александер Омодт Кільде                                                                                               | Гірськолижний спорт — комбінація (чоловіки)                       | 10.02.2022 | Йоганнес Штрольц (2:31.43, 1е місце) Джеймс Кроуфорд (2:32.11, 3е місце) | [ 26 ] |
| 2     | Еміль Іверсен Поль Гольберг Ганс Крістер Голунд Йоганнес Гесфлот Клебо                                                | Лижні перегони — естафета 4×10 км (чоловіки)                      | 13.02.2022 | Олексій Червоткін (1:54:50.7, 1е місце) Олександр Большунов Денис Спіцов Сергій Устюгов Рішар Жув (1:56:07.1, 3е місце) Юго Лапалюс Клеман Парісс Моріс Маніфіка                            | [ 27 ] |
| 2     | Тар'єй Бо | Біатлон — перегони переслідування (чоловіки)                      | 13.02.2022 | Кентен Фійон-Має (39:07.5, 1е місце) Едуард Латипов (39:42.8, 3е місце) | [ 28 ] |
| 2     | Монс Рейсланд | Сноубординг — біг-ейр (чоловіки)                                  | 15.02.2022 | Су Їмін (182.50, 1е місце) Максанс Парро (170.25, 3е місце) | [ 29 ] |
| 2     | Єнс Лурос Офтебру | Лижне двоборство — індивідуальний великий трамплін/10 км          | 15.02.2022 | Єрген Гробак (27:13.3, 1е місце) Ватабе Акіто (27:13.9, 3е місце) | [ 19 ] |
| 2     | Тіріль Екгофф | Біатлон — масс-старт (жінки)                                      | 18.02.2022 | Жустін Брезаз-Буше (40:18.0, 1е місце) Марте Ольсбу-Рейселанн (40:52.9, 3е місце) | [ 30 ] |
| 3     | Галлґейр Енґебротен                                                                                                   | Ковзанярський спорт — 5000 метрів (чоловіки)                      | 06.02.2022 | Нільс ван дер Пул (6:08.840, 1е місце) Патрік Руст (6:09.310, 2е місце) | [ 31 ] |
| 3     | Марте Ольсбу-Рейселанн                                                                                                | Біатлон — індивідуальні перегони (жінки)                          | 07.02.2022 | Деніз Геррманн (44:12.7, 1е місце) Анаїс Шевальє (44:22.1, 2е місце) | [ 32 ] |
| 3     | Александер Омодт Кільде                                                                                               | Гірськолижний спорт — супергігант (чоловіки)                      | 08.02.2022 | Маттіас Маєр (1:19.94, 1е місце) Раян Кохран-Зігль (1:19.98, 2е місце) | [ 33 ] |
| 3     | Йоганнес Бо | Біатлон — індивідуальні перегони (чоловіки)                       | 08.02.2022 | Кентен Фійон-Має (48:47.4, 1е місце) Антон Смольський (49:02.2, 2е місце) | [ 34 ] |
| 3     | Йоганнес Гесфлот Клебо                                                                                                | Лижні перегони — 15 км класичним стилем (чоловіки)                | 11.02.2022 | Ійво Нісканен (37:54.8, 1е місце) Олександр Большунов (38:18.0, 2е місце) | [ 35 ] |
| 3     | Тар'єй Бо | Біатлон — спринт (чоловіки)                                       | 12.02.2022 | Йоганнес Бо (24:00.4, 1е місце) Кентен Фійон-Має (24:25.9, 2е місце) | [ 14 ] |
| 3     | Тіріль Екгофф | Біатлон — перегони переслідування (жінки)                         | 13.02.2022 | Марте Ольсбу-Рейселанн (24:00.4, 1е місце) Ельвіра Карін Еберг (24:00.4, 2е місце) | [ 16 ] |
| 3     | Себастьян Фосс-Солевог                                                                                                | Гірськолижний спорт — слалом (чоловіки)                           | 16.02.2022 | Клеман Ноель (1:44.09, 1е місце) Йоганнес Штрольц (1:44.70, 2е місце) | [ 36 ] |
| 3     | Марте Ольсбу-Рейселанн                                                                                                | Біатлон — масс-старт (жінки)                                      | 18.02.2022 | Жустін Брезаз-Буше (40:18.0, 1е місце) Тіріль Екгофф (40:33.3, 2е місце) | [ 30 ] |
| 3     | Говард Гольмефйорд Лорентцен                                                                                          | Ковзанярський спорт — 1000 метрів (чоловіки)                      | 18.02.2022 | Томас Крол (1:07.92, 1е місце) Лоран Дюбрей (1:08.32, 2е місце) | [ 37 ] |
| 3     | Ветле Шостад Крістіансен                                                                                              | Біатлон — масстарт (чоловіки)                                     | 18.02.2022 | Йоганнес Бо (38:14.4, 1е місце) Мартін Понсілуома (38:54.7, 2е місце) | [ 22 ] |
| 3     | Сімен Геґстад Крюґер                                                                                                  | Лижні перегони — 50 км вільним стилем (чоловіки)                  | 19.02.2022 | Олександр Большунов (1:11:32.7, 1е місце) Іван Якимушкін (1:11:38.2, 2е місце) | [ 38 ] |
| 3     | Міна Фюрст Гольтманн Тея Луїз Штьєрнесунн Марія Терезе Твіберґ Тімон Гауґан Фаб'ян Вілкенс Солгейм Расмус Віндінґстад | Гірськолижний спорт — змішані команди                             | 20.02.2022 | Катаріна Губер (1е місце) Катаріна Лінсбергер Катаріна Труппе Штефан Бреннштайнер Міхаель Матт Йоганнес Штрольц Емма Айхер (3е місце) Лена Дюрр Юліан Раухфус Александер Шмід Лінус Штрасер | [ 39 ] |